# جمال الحربي
الدكتور  جمال الحربي  (1961 - )؛ وزير الصحة الكويتي السابق، حاصل على شهادة الطب والدكتوراه من جامعة آخن دوسيلدورف المانيا عام 1996 في جراحة الانف والاذن والحنجرة والراس والرقبة، كما حصل علي الدراسات العليا في الجراحة التجميلية والترميمية للوجه، وقبل ذلك حصل علي درجة الباكالوريوس في الطب والجراحة من الكلية الملكية في دبلن ايرلندا عام 1987 ..

## حياته المهنية
تدرج الدكتور جمال منصور عبد الله الحربي بالعمل في وزارة الصحة وتولي عدة مسؤوليات طبية وفنية قبل تعينه وكيل وزراة مساعد عام 2013  ، حيث كان رئيس قسم الأنف والأذن والحنجرة بمستشفى زين في منطقة الصباح الطبية في عام 2012 ، واستشاري انف واذن وحنجرة منذ عام 2006 ، واستمر بالتدرج بالوظائف الطبية منذ تعينه طبيبا متدربا في سبتمبر 1987 ، تولي الاشراف علي البحوث الطبية والصحية من خلال رئاسته للجنة الدائمة للبحوث الطبية والصحية بوزارة الصحة الكويتية منذ عام 2014 ، كما قام بالاشراف علي العديد من اللجان والبرامج، حيث تولي رئاسة لجنة متابعة برامج عمل الوزارة والخطة الانمائية للدولة ولجنة برامج التوعية والتدريب علي الإنعاش الرئوي وانقاذ الحياة، كما يشرف علي برنامج الإسعاف الجوي والاخلاء الطبي وبرامج تطوير خدمات الطوارئ الطبية والتمريض والعلاج الطبيعي وبنك الدم، كما يرأس تحديث اخلاقيات المهن الطبية والصحية، شارك بالعديد من الاجتماعات الدولية والإقليمية من خلال عضويته بالوفد الرسمي الممثل لوزارة الصحة المشارك باعمال اجتماعات المجلس التنفيذي لمنظمة الصحة العالمية جنيف ومجلس وزراء الصحة العرب ..

## حياته الوزارية
أختير وزيرا للصحة في 11 ديسمبر 2016 بعد صدور مرسوم أميري بتشكيل الحكومة الكويتية الجديدة رقم 34 ، وبدأ مسيرته الوزارية بعدة قرارات وزارية مهمة ومنها السيطرة علي ملف العلاج بالخارج والحد من تزايد اعداد المرضي الموفدين للخارج، كما عمل على إنشاء عدد من مراكز الرعاية الصحية الأولية في أكثر من منطقة، وأعاد تأهيل بعض المراكز القائمة من خلال قطاع الشؤون الهندسية والمشاريع بالوزارة، وبالتعاون مع الجهات المنفذة للأعمال الإنشائية، وطور نظم المعلومات من خلال تفعيل الملف الإلكتروني والربط المعلوماتي بين المركز الصحي الذي يوجد فيه المراجع والمراكز الصحية الأخرى، ومع قواعد المعلومات ذات الصلة بخدمات الرعاية بهدف تذليل العقبات أمام المراجعين والمرضى ، خصوصا الذين تتطلب أوضاعهم الصحية النقل إلى المستشفيات العامة أو المراكز التخصصية، وقام بتطوير العيادات التخصصية كالطب العام والأسنان وإدارة سجل المواليد والوفيات وعيادات فحص العمالة الوافدة وخدمات التمريض من خلال خطة لافتتاح أكثر من 320 عيادة، كما تم في عهده تدشين نظام عافية لتقديم خدمات صحية راقية للمتقاعدين وأقر زيادة أسعار الخدمات الصحية للوافدين.

## وصلات خارجية
- الأسماء الرسمية للوزراء في الحكومة الكويتية